# Puella Magi Madoka Magica Portable
Puella Magi Madoka Magica Portable (魔法少女まどか☆マギカ ポータブル Mahō Shōjo Madoka Magika Pōtaburu?) es un videojuego para la consola PlayStation Portable (PSP) de aventuras lanzado el 15 de marzo de 2012. El juego está basado en la serie de anime homónima, emitida en 2011.

## Modo de juego
Al empezar el juego, existen 3 capítulos (de 6 posibles). El primer capítulo (la ruta Madoka) está disponible desde el principio y los demás capítulos son desbloqueados en secuencia al terminar el anterior. Además, escoger capítulos o entrar a batallas directamente desde las opciones extra reiniciarán el nivel de cada chica.
El juego está dividido en dos partes, la parte de aventura (similar a una novela visual) y la parte roguelike (con mazmorras).
La parte de aventura del juego es donde la historia progresa y donde el jugador habla con los personajes y elige diversas opciones en el mapa, que eventualmente lleva a la parte RPG con mazmorras 3D, donde el jugador elige a las mahō shōjos y trata de eliminar a las brujas y sus familiares.
La historia está basada en el anime, pero también contiene partes nuevas inéditas, incluyendo una nueva bruja. Dependiendo de las elecciones en el juego, hay múltiples escenarios y múltiples finales. Por lo tanto, algunas situaciones pueden terminar de forma diferente que en el anime.
La parte roguelike es la batalla principal, por lo cual, los jugadores deben vigilar los parámetros HP, MP y Soul Gem. Si el HP de una de las chicas cae a 0, es eliminada y reemplazada por otra, pero si todas son eliminadas o no se convierten en mahō shōjo al momento de que la última chica sea eliminada, acaba la partida, debido a que todas las Soul Gems son destruidas.
A diferencia de los otros rouglikes, en vez de alimento, se usa la Soul Gem. La Soul Gem se consume cada vez que una chica use magia o recibe daños, lo que se oscurece para recargar HP y MP. Para evitar de que la Soul Gem estuviese totalmente negra, se utilizan las Grief Seeds para recargar y limpiar Soul Gems y mantener su brillo, de lo contrario, en vez de perder HP, no se puede usar Grief Seeds ni magia (exc. en determinados días del capítulo en que se está jugando), y al volver a la parte de aventura, la Soul Gem se convierte en Grief Seed, lo que causa que la chica se convierte en bruja, eliminandola de la selección de personajes.
Kyubey advierte a las chicas y a los jugadores, después de que Madoka accidentalmente tiró la Soul Gem de Sayaka, de que ellas pueden morir si la Soul Gem se encuentra a más de 100 metros de distancia. Sin embargo, Homura recupera la Soul Gem de Sayaka a tiempo antes de que el camión se saliera de la ciudad. Además, Kyubey advierte a Sayaka de los dolores producidos por daños recibidos si cualquier mahō shōjo ataca sin las Soul Gems, entendiendose de que la chica original se encuentra dentro de la Soul Gem al momento de hacer contrato.

### Capítulos
La ruta Madoka es similar al anime, pero, en vez de seguir con la historia, Madoka se convierte en mahō shōjo para salvar a Sayaka, haciendo que Homura fracasara su misión y reiniciara el tiempo. En ese caso, se desbloquea el siguiente capítulo (La ruta Mami), que cuenta los eventos antes de la crisis.
La ruta Mami se desbloquea al terminar el capítulo anterior, pero desde este, la historia y los capítulos cambian si la personaje principal de cada capítulo se convierte en bruja o no. Debido a que en esta ruta cuenta la historia de la línea de tiempo original, Homura todavía no se convierte en mahō shōjo antes de la batalla final contra Walpurgisnacht, independiente de que Mami se convierta en bruja o no. El primer reinicio de tiempo ocurre cuando Madoka muere en dicha batalla, rompiendo la Soul Gem de ella tras el reinicio.
En caso de que Mami no se convierta en bruja, se desbloquea el tercer capítulo, la ruta Sayaka. En ese caso, Homura hace un segundo reinicio en el juego, ya que el primero fue en la ruta Mami. En caso de que la Soul Gem de Sayaka está totalmente negra o fuese encontrada por Kyoko en vez de Madoka y Homura, Sayaka se convierte en bruja, lo que eventualmente, se acortaría el tiempo de espera para la batalla final contra Walpurgisnacht. Si eso sucede, Homura debe reiniciar el tiempo de nuevo, saltándose a la ruta Homura mientras que Madoka se enfrenta contra Walpurgisnacht. Es la tercera vez en el juego que Homura hace un reinicio de tiempo, independiente de que si Sayaka se convierte en bruja o no.
La ruta Kyoko que es el cuarto capítulo, se desbloquea si Madoka y Homura obtiene la Soul Gem de Sayaka antes que Kyoko en el capítulo anterior, y esta no se encuentra totalmente negra. Para dificultar las cosas, en este capítulo, Sayaka inevitablemente se convierte en bruja. Tras la batalla final contra Walpurgisnacht, Homura hace un último reinicio de tiempo debido a que Madoka se ha convertido en bruja en el proceso, "Kriemhild Gretchen", independiente de que si ella misma mata a Kyoko o no.
La ruta Homura que es último capítulo requiere completar el capítulo anterior (ya sea en donde Mami o Sayaka se convierten en bruja en sus respectivos capítulos, o completando la ruta Kyoko). En ese caso, Homura ha hecho al menos 100 reinicios, desde la ruta Mami, pasando por las rutas alternas (no necesariamente las rutas de Sayaka y Kyoko) hasta llegar a la ruta Madoka y su posterior reinicio hasta esta ruta, ya que su objetivo original era evitar que Madoka muera o que se convirtiera en mahō shōjo, o en el peor de los casos, en bruja, debido a que se encuentra atrapada en la paradoja de la predestinación. Alterar este capítulo altera el final del juego, que puede ser igual o distinto al del anime.
La ruta secreta requiere completar el capítulo final y parodia varios eventos dentro del juego.

### Estados
Cada chica tiene varios parámetros, además de nivel, HP, MP y Soul Gem:
- STR (Fuerza): Afecta ataques cuerpo a cuerpo
- CON (Constitución): Afecta ataques a distancia
- VIT (Vitalidad): Afecta defensa
- DEX (Puntería): Afecta precisión
- AGI (Velocidad): Afecta el movimiento y la evasión
- 因果値 (Valor Karma): Depende de ese valor que se altera en la parte de aventura (antes de convertirse en mahō shōjo), altera el MP MAX.
- 感情値 (Valor de Ira): Depende de ese valor que se altera en la parte de aventura (tras convertirse en mahō shōjo), altera el consumo de la Soul Gem. Mientras más alto el valor, la Soul Gem oscurece más rápido y es más difícil de recargar.
- Multiplicador de Ira: Depende del Valor de Ira que es alterado en la parte de aventura (tras convertirse en mahō shōjo) y la parte Rougelike, afecta el consumo de MP y los daños causados con magia.

## Desarrollo
La idea de crear el juego surgió durante la emisión del episodio 2 de la serie en enero de 2011. Poco después de la emisión del cuarto episodio, los dos productores se encontraron en el Evento Machi Asobi, en Tokushima, y decidieron desarrollarlo.
El juego fue desarrollado por Namco Bandai Games y Nitroplus en colaboración, con la dirección de los productores Yusuke Tomizawa (God Eater) y Yoshinao Doi (Steins;Gate, Madoka Magica), pertenecientes a Namco y a Nitroplus respectivamente. Gen Urobuchi, de Nitroplus, responsable de la historia de la serie, se encargó de supervisar los escenarios del juego.
Los productores eligieron la PSP como plataforma porque pensaron que es la consola más usada por los fanes de la serie.
El juego contiene dos nuevas escenas de transformación animadas por SHAFT, además de otras escenas del anime también incluidas. Una de las escenas de transformación es para Madoka, que no apareció en el anime, y la otra es para Homura mientras lleva gafas.
Las partes de mazmorras están enteramente en 3D y en primera persona. Eso significa que el usuario pueda moverse hacia adelante, hacia atrás, o a los lados, o girar la cámara. También la cámara es girada ante cualquier ataque enemigo. Al igual que cualquier otro juego de mazmorras, solo se puede mover por cuadros. Los jugadores puede ver el minimapa normal o extendido, o incluso, desactivarlo.

## Distribución
El juego se lanzó al mercado el 15 de marzo de 2012 en dos ediciones, una normal y una limitada.
La edición normal contiene:
- DVD especial con grabaciones
- Juego "Puella Magi Madoka Magica Portable"

La edición limitada contiene, además del juego:
- figma de Madoka ver. Uniforme escolar
- BD especial con grabaciones
- Bolsita de Kyubey
- Pañuelo de "Homu Homu" (Homura)
- Carta especial
- Caja con una colección de ilustraciones

## Personal
- Supervisión de escenarios： Gen Urobuchi[5][3]
- Productor： Yusuke Tomizawa y Yoshinao Doi[5][3]
- Colaboración de diseño： Gekidan Inu Curry[5][3]
- Animación： SHAFT[5][3]

## Personajes
Los personajes están doblados al completo con las voces originales del anime.
Madoka Kaname (鹿目 まどか Kaname Madoka?)
Seiyū: Aoi Yūki
Homura Akemi (暁美 ほむら Akemi Homura?)
Seiyū: Chiwa Saitō
Mami Tomoe (巴 マミ Tomoe Mami?)
Seiyū: Kaori Mizuhashi
Sayaka Miki (美樹 さやか Miki Sayaka?)
Seiyū: Eri Kitamura
Kyōko Sakura (佐倉 杏子 Sakura Kyōko?)
Seiyū: Ai Nonaka
Kyubey (キュウべぇ Kyuubee?)
Seiyū: Emiri Katō

## Canciones
Al igual que en el anime, la canción "コネクト" fue utilizada como canción del video de apertura y de los videos promocionales. Por mientras, la canción "Magia" se utiliza en los videos de cierre de los capítulos.